# Shirley Horn
Shirley Valerie Horn (ur. 1 maja 1934 w Waszyngtonie, zm. 20 października 2005 w Cheverly, Maryland) – amerykańska pianistka i wokalistka jazzowa. Laureatka NEA Jazz Masters Award 2005.

## Dyskografia
- 1960: The Real Thing
- 1960: Where are you going
- 1961: Live at the Village Vanguard
- 1961: Embers and Ashes
- 1963: Shirley Horn with horns
- 1963: Loads of love
- 1965: Travelin' Light
- 1978: A Lazy Afternoon
- 1981: All Night Long
- 1981: Violets for Your Furs
- 1984: Garden of the Blues
- 1987: Softly
- 1987: I Thought about you
- 1988: Close Enough for Love
- 1990: You Won't Forget Me
- 1991: Shirley Horn with Strings
- 1991: Here's to Life
- 1992: I Love You, Paris
- 1993: Light out of Darkness
- 1994: Travelin' Light
- 1995: The Main Ingredient
- 1997: Loving You
- 1998: I Remember Miles
- 1998: Round Midnight
- 1999: Ultimate Shirley Horn
- 1999: Quiet Now: Come a Little Closer
- 2001: You're My Thrill
- 2003: May the Music Never End
- 2005: The best of Shirley Horn on Verve